# Ка ди Мањано (Ређо Емилија)
Ка ди Мањано је насеље у Италији у округу Ређо Емилија, региону Емилија-Ромања.
Према процени из 2011. у насељу је живело 23 становника. Насеље се налази на надморској висини од 692 м.